# Uthurugaseveli
Uthurugaseveli ist eine winzige unbewohnte Insel des Mulaku-Atolls im Süden des Inselstaates Malediven in der Lakkadivensee des Indischen Ozeans. Sie hat eine Fläche von etwa 1,5 ha.

## Geographie
Die Insel liegt im Ostsaum des Atolls, südlich von Raiymandhoo und Madifushi. Das Inselchen (Motu) gehört zu einer Reihe von kleinen Sandbänken mit Erruhhuraa, Uthuruboduveli und Hurasveli. Die nächste größere Insel im Süden ist Veyvah.